# Täler der Ill und ihrer Nebenbäche
Das Naturschutzgebiet Täler der Ill und ihrer Nebenbäche liegt auf dem Gebiet der Landkreise Neunkirchen und St. Wendel im Saarland. 
Das aus zahlreichen Teilgebieten bestehende Gebiet mit der Kenn-Nummer NSG-104 wurde mit Verordnung vom 1. Februar 2005 unter Naturschutz gestellt. Das rund 1045 ha große Naturschutzgebiet erstreckt sich östlich der Kernstadt Lebach und westlich und südwestlich der Kernstadt St. Wendel. Im Gebiet liegen die Kernorte Alsweiler, Marpingen, Illingen und Eppelborn. Durch das Gebiet hindurch verlaufen die A 1, die B 269, die Landesstraße L 33, die L 112 und die L 299. Die A 8 verläuft unweit südlich.